# Distrito electoral federal 18 del estado de México
El XVIII Distrito Electoral Federal del Estado de México es uno de los 300 Distritos Electorales en los que se encuentra dividido el territorio de México para la elección de diputados federales y uno de los 40 en los que se divide el Estado de México. Su cabecera es Huixquilucan de Degollado.
El Distrito XVIII se localiza en la región occidental del Valle de México y al noreste del Valle de Toluca. Desde 2022 el distrito electoral está conformado por los municipios de Huixquilucan, Isidro Fabela, Jilotzingo, Otzolotepec (con excepción de su exclave occidental que pertenece al Distrito XL) y Xonacatlán. Lo conforman 148 secciones electorales.

## Distritaciones anteriores

### Distritación 1996 - 2005
Entre 1996 y 2005 el territorio del Distrito 18 fue integrado por los municipios de Huixquilucan, Jilotzingo, Otzolotepec, y Xonacatlán. Su cabecera distrital era Huixquilucan de Degollado.
El Distrito 18 fue creado en 1977 por la Reforma política de ese año. Con anterioridad a ésta el Estado de México únicamente contaba como 15 Distritos Electorales, por lo que el Distrito 18 solo ha elegido diputados a partir de la LI Legislatura en 1979.

### Distritación 2005 - 2017
Entre 2005 y 2017 el distrito electoral federal fue integrado por los municipios de Huixquilucan, Isidro Fabela, Jilotzingo, Lerma y Xonacatlán. Su cabecera distrital era Huixquilucan de Degollado.

### Distritación 2017 - 2022
Tras la distritación electoral nacional de 2014-2017 llevada a cabo por el Instituto Nacional Electoral el territorio del distrito electoral federal fue integrado por los municipios de Huixquilucan, Jilotzingo, Otzolotepec y Xonacatlán. Su cabecera distrital era Huixquilucan de Degollado.

## Diputados por el distrito
| Legislatura | Periodo                                       | Diputado                              | Grupo parlamentario                  |
| ----------- | --------------------------------------------- | ------------------------------------- | ------------------------------------ |
| LI          | 1 de septiembre de 1979-31 de agosto de 1982  | Enrique Jacob Soriano                 | Partido Revolucionario Institucional |
| LII         | 1 de septiembre de 1982-31 de agosto de 1985  | José Armando Gordillo Mandujano       | Partido Acción Nacional              |
| LIII        | 1 de septiembre de 1985-31 de agosto de 1988  | Amado Olvera Castillo                 | Partido Acción Nacional              |
| LIV         | 1 de septiembre de 1988-31 de octubre de 1991 | Astolfo Vicencio Tovar                | Partido Acción Nacional              |
| LV          | 1 de noviembre de 1991-31 de octubre de 1994  | Francisco Gárate Chapa                | Partido Acción Nacional              |
| LVI         | 1 de noviembre de 1994-31 de agosto de 1997   | Salvador Ávila Zúñiga                 | Partido Acción Nacional              |
| LVII        | 1 de septiembre de 1997-31 de agosto de 2000  | Raúl Martínez Almazán                 | Partido Revolucionario Institucional |
| LVIII       | 1 de septiembre de 2000-31 de agosto de 2003  | Alejandro Enrique Gutiérrez Gutiérrez | Partido Acción Nacional              |
| LIX         | 1 de septiembre de 2003-1 de enero de 2006    | Adrián Fuentes Villalobos             | Partido Verde Ecologista de México   |
| LIX         | 1 de febrero de 2006-1 de abril de 2006       | José Luis Mazoy Kuri                  | Partido Verde Ecologista de México   |
| LIX         | 1 de abril de 2006-15 de agosto de 2006       | Adrián Fuentes Villalobos             | Partido Verde Ecologista de México   |
| LIX         | 15 de agosto de 2006-31 de agosto de 2006     | José Luis Mazoy Kuri                  | Partido Verde Ecologista de México   |
| LX          | 1 de septiembre de 2006-24 de abril de 2009   | Claudia Sánchez Juárez                | Partido Acción Nacional              |
| LX          | 28 de abril de 2009-16 de julio de 2009       | Mario Franco Valencia                 | Partido Acción Nacional              |
| LX          | 16 de julio de 2009-31 de agosto de 2009      | Claudia Sánchez Juárez                | Partido Acción Nacional              |
| LXI         | 1 de septiembre de 2009-31 de agosto de 2012  | Alfonso Navarrete Prida               | Partido Revolucionario Institucional |
| LXII        | 1 de septiembre de 2012-2 de marzo de 2015    | Fernando Maldonado Hernández          | Partido Revolucionario Institucional |
| LXII        | 5 de marzo de 2015-31 de agosto de 2015       | Silvana Ortiz Ortega                  | Partido Revolucionario Institucional |
| LXIII       | 1 de septiembre de 2015-26 de enero de 2017   | Alfredo del Mazo Maza                 | Partido Revolucionario Institucional |
| LXIII       | 2 de febrero de 2017-31 de agosto de 2018     | Miguel Ángel Ramírez Ponce            | Partido Revolucionario Institucional |
| LXIV        | 1 de septiembre de 2018-31 de agosto de 2021  | Claudia Reyes Montiel                 | Partido de la Revolución Democrática |
| LXV         | 1 de septiembre de 2021-31 de agosto de 2024  | José Antonio García Garcia            | Partido Acción Nacional              |
| LXV         | 1 de septiembre de 2021-31 de agosto de 2024  | José Antonio García Garcia            | Movimiento Regeneración Nacional     |
| LXVI        | 1 de septiembre de 2024-                      | Claudia Sánchez Juárez                | Partido Verde Ecologista de México   |

## Resultados electorales

### Elecciones de 2024
|  | 45.96 % |

|  | 42.92 % |

|  | 8.72 % |

|  | 0.06 % |

|  | 2.34 % |

|  | 100.0 % |

|  | 69.48 % |

### Elecciones de 2021
|  | 36.74 % |

|  | 23.74 % |

|  | 22.81 % |

|  | 3.47 % |

|  | 2.90 % |

|  | 2.23 % |

|  | 2.21 % |

|  | 1.39 % |

|  | 1.35 % |

|  | 0.60 % |

|  | 0.03 % |

|  | 2.53 % |

|  | 100.00 % |

|  | 48.70 % |

### Elecciones de 2018
|  | 35.38 % |

|  | 34.81 % |

|  | 27.02 % |

|  | 0.04 % |

|  | 2.75 % |

|  | 100.00 % |

|  | 72.58 % |

### Elecciones de 2015
|  | 39.32 % |

|  | 30.96 % |

|  | 6.81 % |

|  | 6.35 % |

|  | 3.20 % |

|  | 3.17 % |

|  | 2.34 % |

|  | 2.05 % |

|  | 1.80 % |

|  | 0.10 % |

|  | 3.91 % |

|  | 100.00 % |

### Elecciones de 2012
|  | 40.86 % |

|  | 26.53 % |

|  | 26.40 % |

|  | 3.07 % |

|  | 0.06 % |

|  | 3.08 % |

|  | 100.00 % |

### Elecciones de 2009
|  | 43.22 % |

|  | 25.55 % |

|  | 14.47 % |

|  | 9.12 % |

|  | 2.07 % |

|  | 0.89 % |

|  | 0.16 % |

|  | 4.52 % |

|  | 100.00 % |

### Elecciones de 2006
|  | 34.56 % |

|  | 30.47 % |

|  | 25.18 % |

|  | 4.64 % |

|  | 2.79 % |

|  | 0.37 % |

|  | 1.95 % |

|  | 100.00 % |